# Cantone di Chaville
Il Cantone di Chaville era una divisione amministrativa dell'arrondissement di Boulogne-Billancourt.
A seguito della riforma approvata con decreto del 26 febbraio 2014, che ha avuto attuazione dopo le elezioni dipartimentali del 2015, è stato soppresso.

## Composizione
Comprendeva i comuni di:
- Chaville
- Marnes-la-Coquette
- Vaucresson
- Ville-d'Avray